# 先払い買取
先払い買取（さきばらいかいとり）とは、商品の買取を依頼し、その査定額に対して買取業者より買取金額を先払いしてもらった後、一定期間内に売却商品を発送する買取方法。
買取業者が査定後、事前に買取金額を振り込んでくれるため、すぐに現金を必要としている人に良く利用される。

## 概要
「先払い買取」は、通常の買取サービスとは異なり、商品が実際に買取業者に渡る前に買取代金が支払われる仕組み。金融庁や消費者庁より「先払い買取現金化」業者への注意喚起が行われており、悪質な先払い買取も存在する。

### 利点
- 早期現金化: 商品を発送する前に代金が支払われるため、急な出費や資金需要に対応できる。
- 安心感: 買取代金が先に支払われることで、売り手にとって安心感が得られる。[1]

### デメリットと危険性
- 高額な金銭の要求: 悪質な業者による高額な違約金や手数料の請求。
- 個人情報の悪用: 悪質な業者による個人情報の悪用や流出。
- 過激な督促や取り立て: 過激な取り立て行為。[1]

## 仕組み
- 査定依頼: 売り手が買取業者に対して商品の査定を依頼。
- 査定結果通知: 買取業者が査定額を提示。
- 先払い: 売り手が提示された査定額に同意すると、買取業者が代金を先払い。
- 商品の発送: 売り手が商品を発送。
- 最終確認: 買取業者が商品の状態を確認。[1]

### 実例
ブランディアの先払い買取サービス:ファッションアイテムやブランド品の買取を行う。

## 法的対策
先払い買取業者からの嫌がらせや取り立てを受けた場合は、証拠を保存し、以下の相談先に連絡することが推奨される。
- 金融庁金融サービス利用者相談室
- 多重債務相談窓口
- 警察
- 弁護士や司法書士事務所